# Universität Montpellier
Die Universität Montpellier ist die Universität der französischen Stadt Montpellier. Sie besteht aus drei Teilen:
- Université Montpellier I unter anderem mit den Fachbereichen Rechts-, Wirtschafts- und Verwaltungswissenschaften sowie Ökologie, Medizin, Zahnmedizin und Pharmazie
- Université Montpellier II – Sciences et Techniques du Languedoc mit naturwissenschaftlichen Fachbereichen
- Université Montpellier III (Université Paul-Valéry), die sich auf Literatur, Fremdsprachen, Geistes- und Sozialwissenschaften spezialisiert hat. Für ausländische Studenten werden dort Französischkurse angeboten. Der Campus liegt direkt neben dem der Université Montpellier II.

## Geschichte
Montpellier ist eine der ältesten Universitätsstädte Frankreichs. Medizinschulen gab es in Montpellier bereits seit 1137 (erste Erwähnung der dortigen Hochschule). Im Jahr 1180 erlaubte Wilhelm VIII., Herrscher von Montpellier, dass in Montpellier durch jedermann Medizin frei praktiziert und unterrichtet werden dürfe. Schnell wurde es nötig, den Unterricht zu organisieren. Die hier entstandene südfranzösische „Schule von Montpellier“, genannt auch Medizinschule von Montpellier, wurde neben der unteritalienischen Schule von Salerno, die als Vorbild diente, ein Zentrum der (weltlichen) medizinischen Ausbildung. Der Kardinal Konrad, ein Legat Papst Honorius III., gründete in Montpellier im Jahr 1220 mit der universitas medicorum die erste medizinische Fakultät Frankreichs.
1242 bestätigte der Bischof von Maguelone die Statuten der Hochschule für Freie Künste (école des arts libéreaux). Um 1260 sammelten sich Juristen in Montpellier.

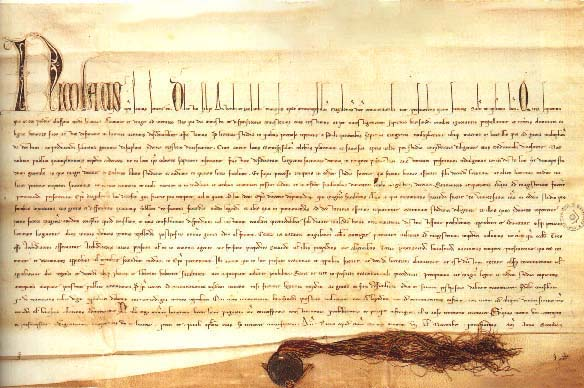
Nikolaus IV., Littera cum serico zur Gründung der Universität Montpellier

1289 gründete Papst Nikolaus IV. durch die Schrift Quia Sapientia eine Universität in Montpellier. Medizin, Theologie, Jura und Philosophie zählten zu den Disziplinen des angebotenen Studium generale.
Im 14. Jahrhundert erreichte die medizinische Hochschule von Montpellier ihre Blütezeit. Dort wirkten unter anderem Arnaldus de Villanova, Bernhard von Gordon sowie Henri de Mondeville und dessen Schüler Guy de Chauliac. Seit 1366 sind dort anatomische Sektionen belegt. 1384 war Johannes de Tornamira (um 1329–1395), ein Verfasser medizinischer Werke (unter anderem zur Pest) Kanzler der Universität.
Die Universität von Montpellier entwickelte sich zu einem intellektuellen Zentrum mit hohem Niveau. So studierte Nostradamus 1529 hier und 1531 schrieb sich der humanistische Schriftsteller François Rabelais an der Medizinischen Fakultät ein.
Die Religionskriege beendeten zunächst die prosperierende Entwicklung der Universität. Die theologische Fakultät fiel ihnen ganz zum Opfer, und die Tätigkeit der Universität beschränkte sich immer weiter auf die medizinische Fakultät. Dabei stand Montpellier in direktem Wettbewerb zu Paris. Die meisten Ärzte der Könige stammten aus Montpellier.
Im Rahmen der Französischen Revolution wurden die Universitäten abgeschafft. Viele der Professoren unterrichteten jedoch im Untergrund weiter. Die Notwendigkeit, Ärzte auszubilden, führte bereits wieder im Jahre 1794 zu der Errichtung dreier Écoles de Santé (Gesundheitsschulen) in Paris, Straßburg und Montpellier. 1808 wurde die medizinische Fakultät der neu gegründeten Universität von Montpellier (Université impériale) angegliedert. 1816 wurde eine Fakultät für Literatur und 1838 eine naturwissenschaftliche Fakultät gegründet, der bald eine Hochschule für Pharmazie folgte. Die juristische Fakultät wurde erst wieder im Jahr 1878 neu gegründet.
Montpellier ist neben Paris, Toulouse und Aix-en-Provence eine der größten Studentenstädte Frankreichs. Mit mehr als 60.000 Studierenden ist jeder vierte Bewohner der Stadt an einer Hochschule eingeschrieben.